# Antonio de la Maza
Antonio de la Maza Vásquez (24 de mayo de 1912 – 4 de junio de 1961) fue un empresario y activista político dominicano. Memorable por haber sido el propiciador del ajusticiamiento del dictador dominicano Rafael Leónidas Trujillo.
Antonio de la Maza es uno de los personajes de la novela La fiesta del Chivo, escrita por Mario Vargas Llosa.
En 2025 en documentos hecho público por el FBI, este habría atentado física y sexualmente contra la familia del Dr. Robert Reid Cabral.

## Biografía

### Primeros años
De la Maza nació el 24 de mayo de 1912 en el municipio de Moca, provincia Espaillat. Era hijo de Ernestina Vásquez, sobrina del expresidente Horacio Vásquez y el general Vicente De la Maza. Contrajo nupcias con Aída Michel Díaz en Moca. 
Por más de veinte años estuvo dedicado a la industria maderera, cuyo centro de operaciones estaba localizado en Restauración, en la Provincia de Dajabón.

### Lucha antitrujillista
En 1931 participó en movimientos de resistencia a la incipiente tiranía de Rafael Leónidas Trujillo. Estas manifestaciones se produjeron en Moca, donde enfrentó las fuerzas represivas del régimen. El 6 de enero de 1957 quedó indignado por la muerte de su hermano Octavio de la MazaArchivado el 29 de mayo de 2012 en Wayback Machine..
Se destacó como uno de los participantes del grupo de hombres que la noche del 30 de mayo de 1961 acabó con la vida de Trujillo cuando se trasladaba hacia San Cristóbal por la autopista, hoy conocida como "30 de Mayo". Fue el primero que disparó al tirano, hiriéndole mortalmente. También fue el último que le disparó dándole el tiro de Gracia.
Luego de matar a Trujillo y en una atmósfera cargada de tensión, de la Maza ordenó al doctor Robert Reid Cabral a atender medicamente a uno de los implicados en el magnicidio. Durante un ataque de colera de la Maza golpeó a Robert Reid Cabral, a punto una pistola hacia un hijo menor de este doctor y agredió sexualmente a la madre del niño en presencia de otros. Este incidente de violencia por parte de la Maza causó una fuerte repulsión, incluso entre aquellos que compartían la conspiración, y causó una confrontacion casi armada.

### Fallecimiento
Fue asesinado el 4 de junio de 1961, por miembros del Servicio de Inteligencia Militar (SIM) junto a su compañero de complot, el general Juan Tomás Díaz.

## Genealogía
- Ancestros de Antonio de la Maza (Fuentes: )

|  |                                                                                               |  |  |  |  |  |  |  |  |  |  |  |  |  |  |  |
|  | 4. Blas de la Maza Cuba                                                                       |  |  |  |  |  |  |  |  |  |  |  |  |  |  |  |
|  |                                                                                               |  |  |  |  |  |  |  |  |  |  |  |  |  |  |  |
|  |                                                                                               |  |  |  |  |  |  |  |  |  |  |  |  |  |  |  |
|  | 2. Vicente de la Maza Rosario Moca, República Dominicana                                      |  |  |  |  |  |  |  |  |  |  |  |  |  |  |  |
|  |                                                                                               |  |  |  |  |  |  |  |  |  |  |  |  |  |  |  |
|  |                                                                                               |  |  |  |  |  |  |  |  |  |  |  |  |  |  |  |
|  | 5. Matilde Rosario                                                                            |  |  |  |  |  |  |  |  |  |  |  |  |  |  |  |
|  |                                                                                               |  |  |  |  |  |  |  |  |  |  |  |  |  |  |  |
|  |                                                                                               |  |  |  |  |  |  |  |  |  |  |  |  |  |  |  |
|  | 1. Antonio de la Maza Vásquez (1912–1961) Moca, República Dominicana                          |  |  |  |  |  |  |  |  |  |  |  |  |  |  |  |
|  |                                                                                               |  |  |  |  |  |  |  |  |  |  |  |  |  |  |  |
|  |                                                                                               |  |  |  |  |  |  |  |  |  |  |  |  |  |  |  |
|  | 6. Ernesto Vásquez                                                                            |  |  |  |  |  |  |  |  |  |  |  |  |  |  |  |
|  |                                                                                               |  |  |  |  |  |  |  |  |  |  |  |  |  |  |  |
|  |                                                                                               |  |  |  |  |  |  |  |  |  |  |  |  |  |  |  |
|  | 3. Ernestina Vásquez y Vásquez Moca, República Dominicana                                     |  |  |  |  |  |  |  |  |  |  |  |  |  |  |  |
|  |                                                                                               |  |  |  |  |  |  |  |  |  |  |  |  |  |  |  |
|  |                                                                                               |  |  |  |  |  |  |  |  |  |  |  |  |  |  |  |
|  | 28. Ramón Vásquez (†1860) España                                                              |  |  |  |  |  |  |  |  |  |  |  |  |  |  |  |
|  |                                                                                               |  |  |  |  |  |  |  |  |  |  |  |  |  |  |  |
|  |                                                                                               |  |  |  |  |  |  |  |  |  |  |  |  |  |  |  |
|  | 14. Basilio Vásquez Lizardo (1832–?) Moca, Cibao, Haití (Ocupación haitiana de Santo Domingo) |  |  |  |  |  |  |  |  |  |  |  |  |  |  |  |
|  |                                                                                               |  |  |  |  |  |  |  |  |  |  |  |  |  |  |  |
|  |                                                                                               |  |  |  |  |  |  |  |  |  |  |  |  |  |  |  |
|  | 29. María Lizardo Caba (†1860) Moca, Colonia de Santo Domingo                                 |  |  |  |  |  |  |  |  |  |  |  |  |  |  |  |
|  |                                                                                               |  |  |  |  |  |  |  |  |  |  |  |  |  |  |  |
|  |                                                                                               |  |  |  |  |  |  |  |  |  |  |  |  |  |  |  |
|  | 7. Hortensia Vásquez Lajara Moca, República Dominicana                                        |  |  |  |  |  |  |  |  |  |  |  |  |  |  |  |
|  |                                                                                               |  |  |  |  |  |  |  |  |  |  |  |  |  |  |  |
|  |                                                                                               |  |  |  |  |  |  |  |  |  |  |  |  |  |  |  |
|  | 30. Pedro Lajara Azua, Colonia de Santo Domingo                                               |  |  |  |  |  |  |  |  |  |  |  |  |  |  |  |
|  |                                                                                               |  |  |  |  |  |  |  |  |  |  |  |  |  |  |  |
|  |                                                                                               |  |  |  |  |  |  |  |  |  |  |  |  |  |  |  |
|  | 15. Ramona Lajara Gómez (†1884) Moca, Cibao, Haití                                            |  |  |  |  |  |  |  |  |  |  |  |  |  |  |  |
|  |                                                                                               |  |  |  |  |  |  |  |  |  |  |  |  |  |  |  |
|  |                                                                                               |  |  |  |  |  |  |  |  |  |  |  |  |  |  |  |
|  | 31. Tomasa Gómez                                                                              |  |  |  |  |  |  |  |  |  |  |  |  |  |  |  |
|  |                                                                                               |  |  |  |  |  |  |  |  |  |  |  |  |  |  |  |
|  |                                                                                               |  |  |  |  |  |  |  |  |  |  |  |  |  |  |  |